# Чемпіонат Європи з футболу 2012 (жеребкування)
У статті наведено інформацію про жеребкування фінальної частини чемпіонату Європи 2012 з футболу. Процедура відбулась 2 грудня 2011 року в Києві, в палаці мистецтв «Україна»  .

## Розрахунок коефіцієнта
Розташування команд в кошиках базується на рейтингу національних збірних УЄФА станом на 16 листопада 2011. 
Кожний національний коефіцієнт обчислювався так:
- 40% від середньої кількості набраних рейтингових очок в іграх відбіркового турніру Чемпіонату Європи-2012
- 40% від середньої кількості набраних рейтингових очок в іграх відбіркового турніру Чемпіонату світу-2010 і фінального турніру
- 20% від середньої кількості набраних рейтингових очок в іграх відбіркового турніру Чемпіонату Європи-2008 і фінального турніру

## Кошики
Збірна України та Збірна Польщі автоматично потрапили в перший кошик як країни—господарі турніру. Збірна Іспанії також автоматично потрапила в перший кошик як чемпіон попереднього розіграшу першості, але її рейтинг до жеребкування був найкращим на континенті, і тому вона у будь-якому випадку потрапила б до нього. І нарешті потрапила в перший кошик Збірна Нідерландів, вона має після Іспанії найвищий рейтинг в таблиці коефіцієнтів УЄФА, складеної після закінчення стикових матчів Чемпіонату Європи з футболу 2012. Інші 12 команд були поділені по трьох інших кошиках відповідно до тієї ж таблиці коефіцієнтів.
| Кошик 1    | Кошик 1 | Кошик 1 |
| Команда    | Коеф.   | Рейтинг |
| ---------- | ------- | ------- |
| Україна1   | 28,029  | 15      |
| Польща1    | 23,806  | 28      |
| Іспанія2   | 43,116  | 1       |
| Нідерланди | 40,860  | 2       |

| Кошик 2   | Кошик 2 | Кошик 2 |
| Команда   | Коеф.   | Рейтинг |
| --------- | ------- | ------- |
| Німеччина | 40,446  | 3       |
| Італія    | 34,357  | 4       |
| Англія    | 33,563  | 5       |
| Росія     | 33,212  | 6       |

| Кошик 3    | Кошик 3 | Кошик 3 |
| Команда    | Коеф.   | Рейтинг |
| ---------- | ------- | ------- |
| Хорватія   | 33,003  | 7       |
| Греція     | 32,455  | 8       |
| Португалія | 31,717  | 9       |
| Швеція     | 31,675  | 10      |

| Кошик 4  | Кошик 4 | Кошик 4 |
| Команда  | Коеф.   | Рейтинг |
| -------- | ------- | ------- |
| Данія    | 31,205  | 11      |
| Франція  | 30,508  | 12      |
| Чехія    | 29,602  | 13      |
| Ірландія | 28,576  | 14      |

1 Країни-господарі автоматично потрапили до першого кошику.
2 Чемпіон автоматично потрапив до першого кошику.

## Процедура жеребкування
Жеребкування розпочалось з першого кошика, аби визначити перші номери в групах В і С (господарі турніру — збірні Польщі і України автоматично потрапили в групу А як команда А1 і в групу D як команда D1 відповідно). Потім з четвертого кошика послідовно витягались команди для кожного з квартету — від А до D. Нарешті ця процедура повторилася для третього та другого кошиків. Позиція кожної команди в групі (2, 3 або 4) також визначалась окремо під час жеребкування .

## Результати жеребкування
| Група A | Група B    | Група C  | Група D |
| ------- | ---------- | -------- | ------- |
| Польща  | Нідерланди | Іспанія  | Україна |
| Греція  | Данія      | Італія   | Швеція  |
| Росія   | Німеччина  | Ірландія | Франція |
| Чехія   | Португалія | Хорватія | Англія  |